# 永宁街道 (成都市)
永宁街道，原为永宁镇，是中华人民共和国四川省成都市温江区下辖的一个乡镇级行政单位。2019年12月，撤镇设立街道，永宁街道办事处驻隆兴街36号。

## 行政区划
永宁街道下辖以下地区：
城武社区、花篱社区、天王社区、新庄社区、八角社区和永福社区。